# Residu zero
El residu zero és una filosofia basada en el conjunt de pràctiques per evitar el màxim possible la generació de residus. Pretén una vida sostenible on es reutilitzin els residus per evitar contaminar l'ambient.

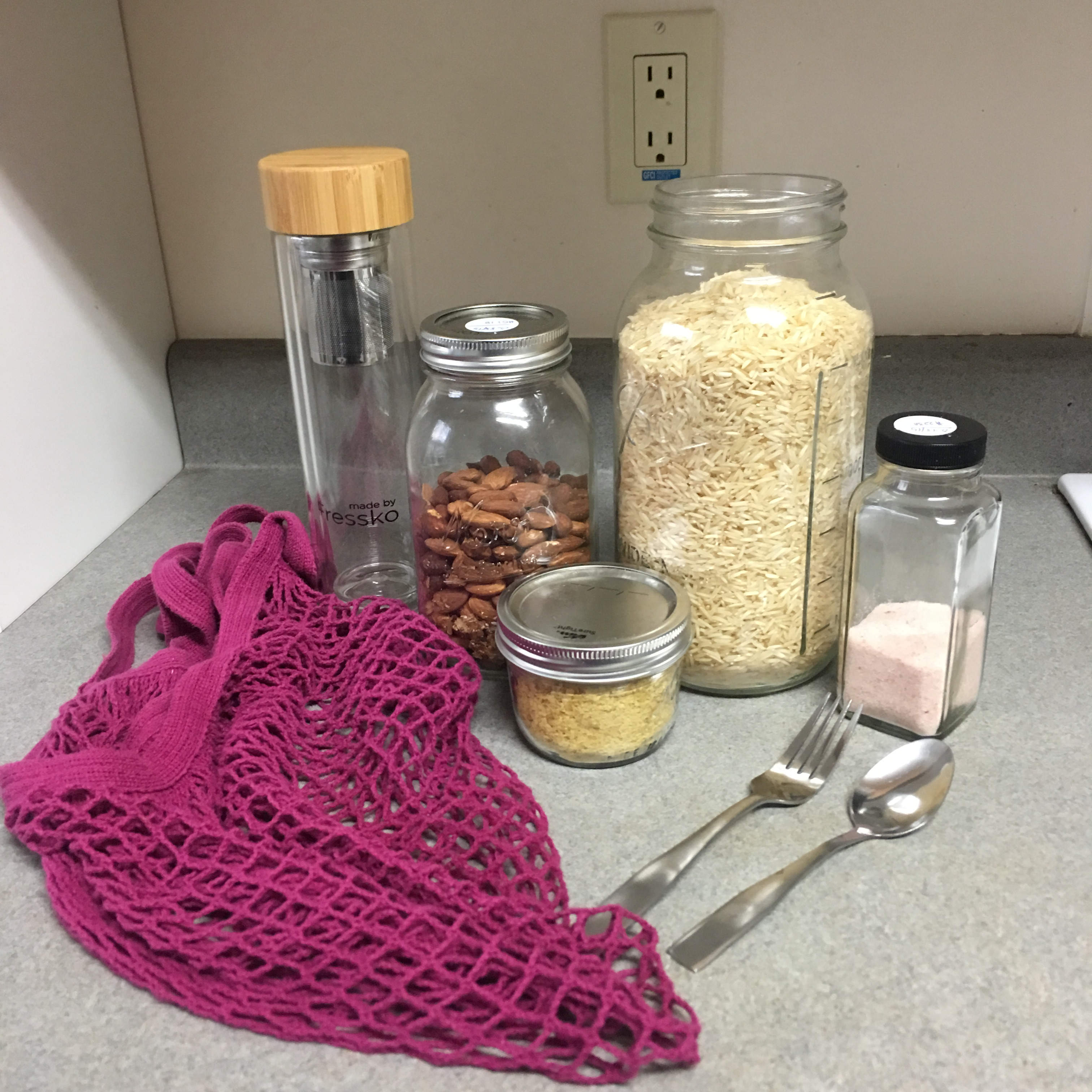
Productes comprats a granel

L'objectiu és la recerca de la reducció de residus, reciclar i revalorar la quantitat més gran possible de materials, així com promoure la fabricació de productes de llarga duració.

## Història
El residu zero va ser implantat per primera vegada el 1995 a Canberra, Austràlia. Bea Johnson, la principal impulsora d'aquest moviment, va decidir fer un canvi a la seva vida per deixar de generar brossa. Més tard, persones d'altres països es van unir a la causa.

### Bea Johnson
Va néixer el 1974 a França i es va mudar als Estats Units. És considerada la fundadora del zero waste, a més, és autora del llibre Residu zero a casa publicat el 2013 i traduït a 26 idiomes. En ell explica com una família que habita als Estats Units és capaç de viure sense generar residus.
En més de deu mesos, només ha acumulat un adhesiu d'alguna fruita, un tros de cinta aïllant que algú va portar enganxat a la sabata i alguna etiqueta de comprar roba. La resta ha sigut compostat. Fa 11 anys que segueix el zero waste amb la seva família i només tenen 11 pots de residus (1 per any).
Johnson diu que "per definició, com menys tens, menys s'ha d'emmagatzemar, netejar i mantenir". És a dir, aquest estil de vida li ha donat més temps per passar-lo amb la seva família i amics.
Assegura que el canvi no ha sigut gens fàcil, però va trobar el secret per dur-ho a terme: rebutjar tot el que no es necessita, reduir el màxim possible, utilitzar substituts pels plàstics d'un sol ús, reciclar el que no es pugui rebutjar, reutilitzar i compostar la resta.

## Importància del zero waste
No cal explicar tots els beneficis que pot aportar aquest estil de vida. A part d'evitar els plàstics, també pretén evitar tots els altres residus que poden ser perjudicials o que suposen un gran sacrifici fabricar-los. Un exemple seria el paper, encara que no contamini una vegada fabricat, per obtenir-lo s'han talat arbres.

## Com seguir el zero waste?
Aquests són 10 consells senzills de seguir per tothom:
1. A l'hora de fer la compra: és important tenir en compte no només el que ja es té a casa, sinó el que portem de fora. Assegurar-se de sortir de casa amb bosses de tela abans de fer la compra, evitarà l'ús de bosses de plàstic. També pots portar bosses de tela o de malla per portar el pa i la fruita.
2. El teu armari: abans de llençar qualsevol peça de roba que ja no utilitzis, pensa en totes les possibilitats que tens. Pots fer des de draps, donar-la o vendre-la per qualsevol lloc web.
3. Articles d'higiene: abans d'escollir els pots de xampú de plàstic, pensa a utilitzar pastilles de sabó que no porten envàs, desodorant de cristall o henna per tenyir-te.
4. Neteja: evita productes de neteja d'un sol ús com les pastilles del rentaplats. És més recomanable utilitzar vinagre o bicarbonat de sodi.
5. Materials d'oficina: intenta utilitzar llapis i elements reutilitzables. Un exemple són les grapes que només pots utilitzar un cop, mentre que els clips més d'un. I si només t'has de llegir un llibre un cop, per què comprar-lo si el pots trobar a qualsevol biblioteca?
6. Crear abans que comprar: sempre s'ha dit que els millors regals són els que es fan i no els que es compren, llavors, abans de comprar qualsevol article envoltat en plàstic, pensa a ser creatiu: treballs manuals, pastissos casolans, decoracions o pintures fetes a mà, sabó elaborat a casa, figures de ceràmica.
7. Les joguines: és important conscienciar als més petits des del principi, per això, en comptes de comprar joguines de plàstic que s'espatllen amb molta facilitat, es pot optar per joguines de fusta que després es poden passar a altres familiars o amics.
8. Temps lliure: quan tenim temps lliure, molts el passem mirant les xarxes socials, series o pel·lícules. En comptes d'això, prova altres opcions com cuidar un hortet a la terrassa o jardí, crear els teus propis cosmètics o fer treballs manuals com la ceràmica.
9. Mascotes: en comptes de comprar un bol, un llit i joguines pel teu gos o gat que després s'espatllaran o li quedaran petits, troba solucions a casa. Segur que hi ha algun coixí vell que ja no utilitzis o un pot que li pot servir per posar-li el pinço. I per jugar hi ha infinites possibilitats, des d'un pal que trobem pel carrer a una antiga samarreta que ja no utilitzem.
10. Salut: abans d'anar a la farmàcia a comprar qualsevol medicament que no sabem i que porta, recorda els remeis miraculosos de l'àvia. Una mica de mel pot servir per al dolor de gola o algun oli ens pot ajudar a reequilibrar-nos després d'un dia de cansament. També és una molt bona opció tenir àloe vera a casa per totes les seves qualitats. I per la menstruació de les dones, hi ha moltes possibilitats a part dels tampons i les compreses d'un sol ús.

Un cop puguis seguir aquests consells, començaràs a desenvolupar les teves pròpies idees per generar menys residus. En comptes de comprar només la fruita en bosses de tela, podràs optar per comprar els espaguetis, els macarrons i la pasta en tendes a granel. També pots comprar la carn i el peix amb tuppers de casa a pes.
I no només hi ha tendes a granel de menjar, també en pots trobar de productes de neteja. Si en busques pel teu barri segur que acabes trobant alguna tenda amb mentalitat ecologista.